# 阿罗纳 (加那利群岛)
阿罗纳（西班牙語：Arona），是西班牙加那利群岛圣克鲁斯-德特内里费省的一个市镇。总面积81.79平方公里，总人口78930人（2017年），人口密度1143人/平方公里。

## 人口
| 阿罗纳 (加那利群岛)    |
|                        |
| 来源：加那利群岛统计局 |

## 图集

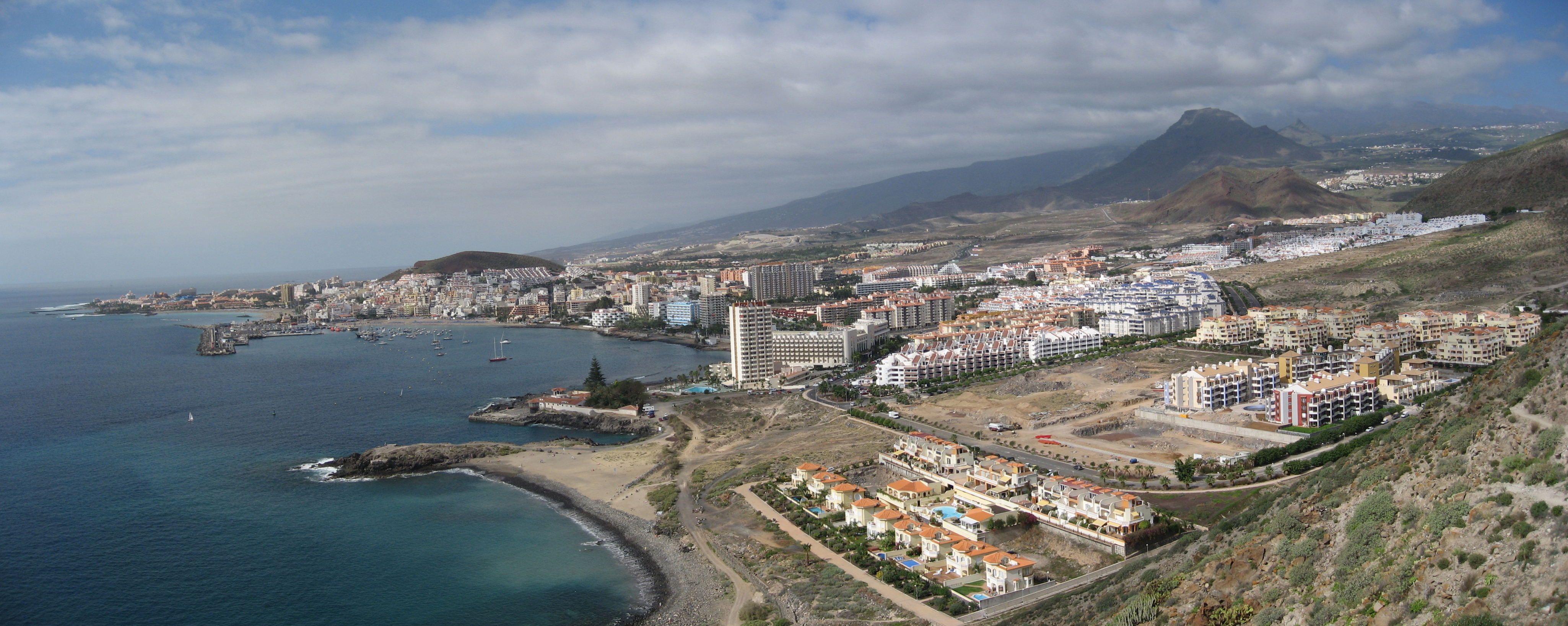
全景
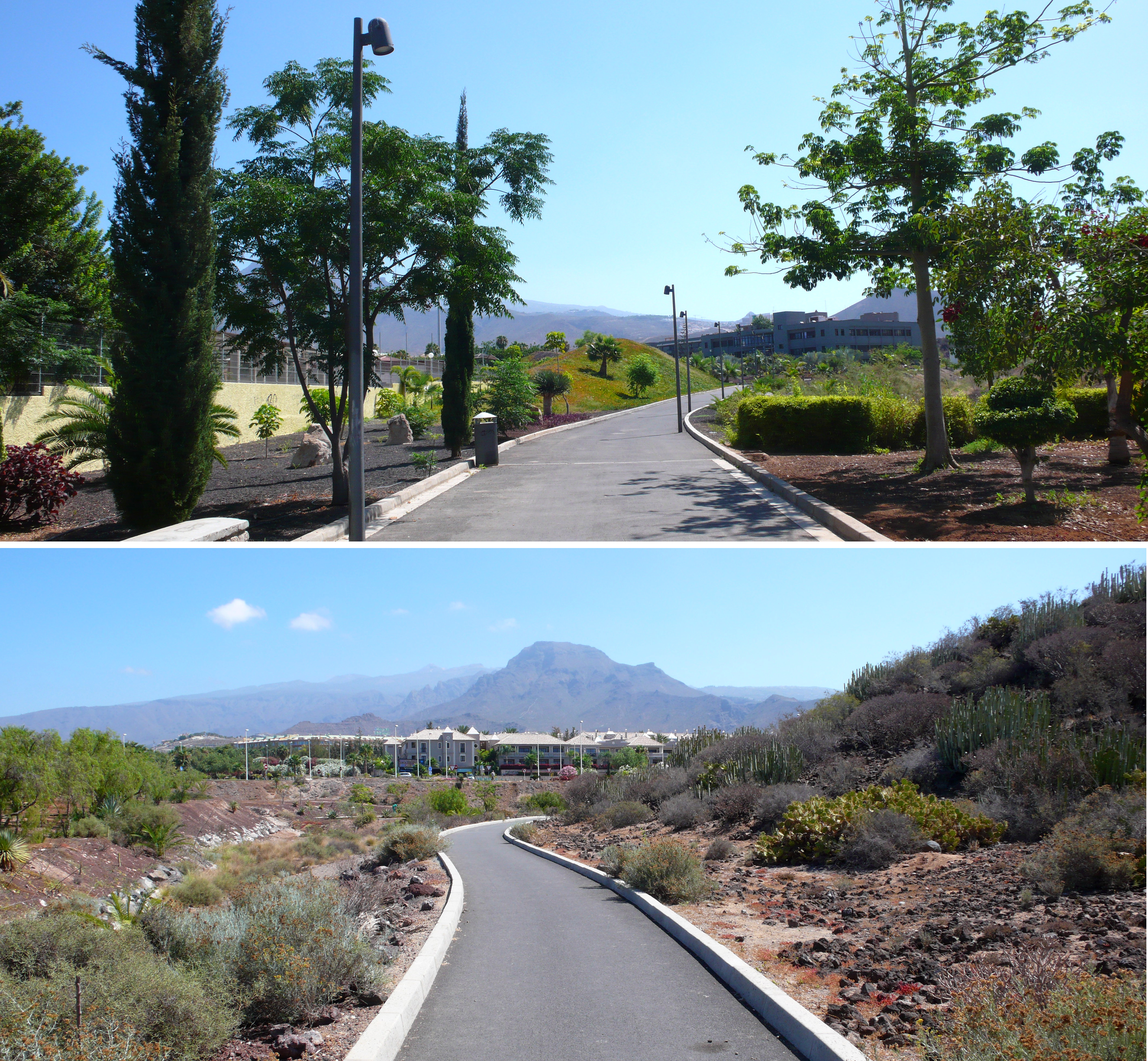
公园
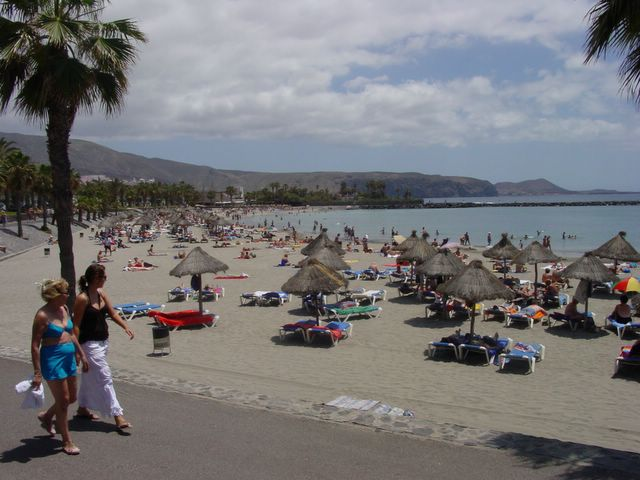
海滩
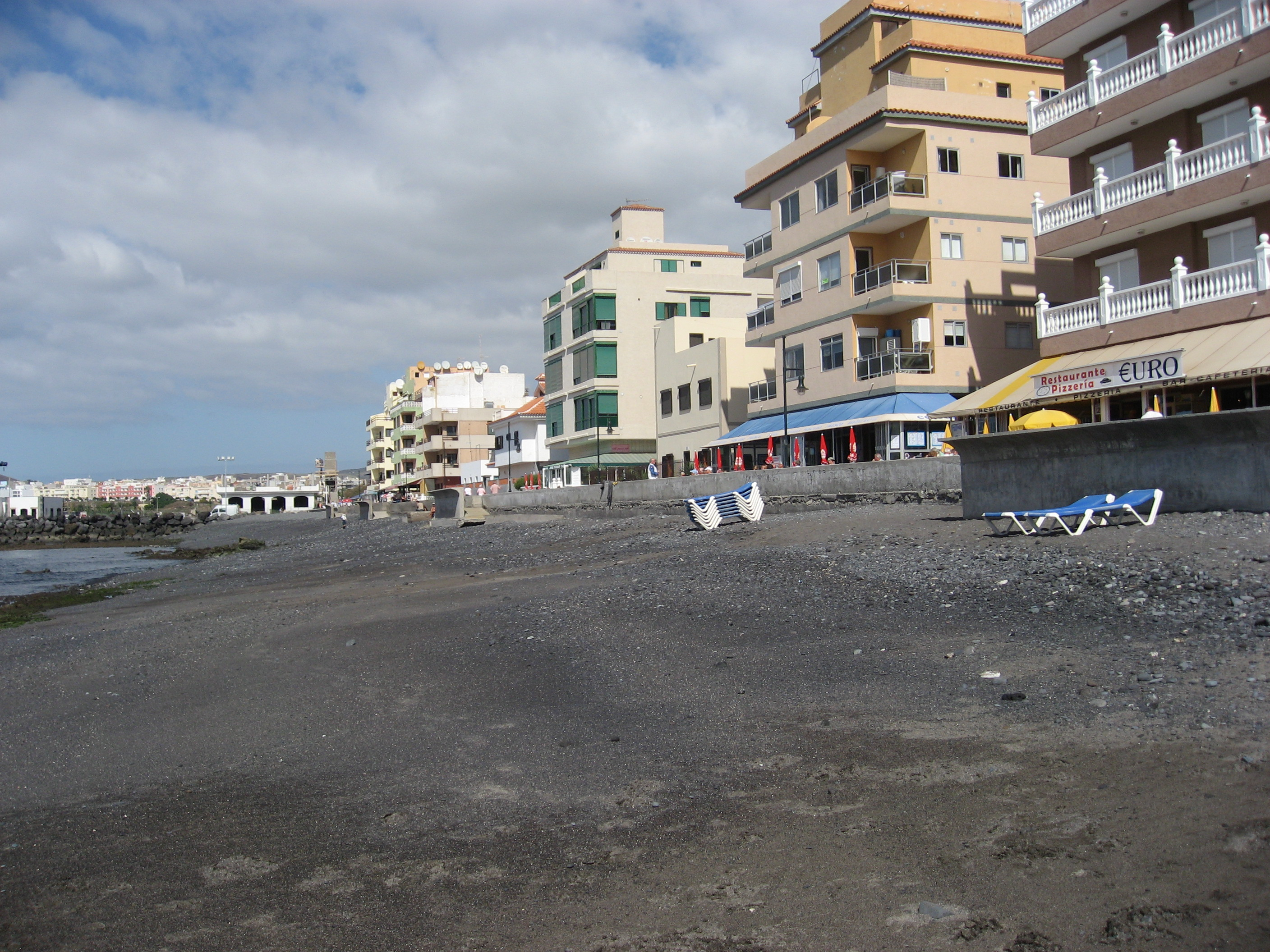
海滩
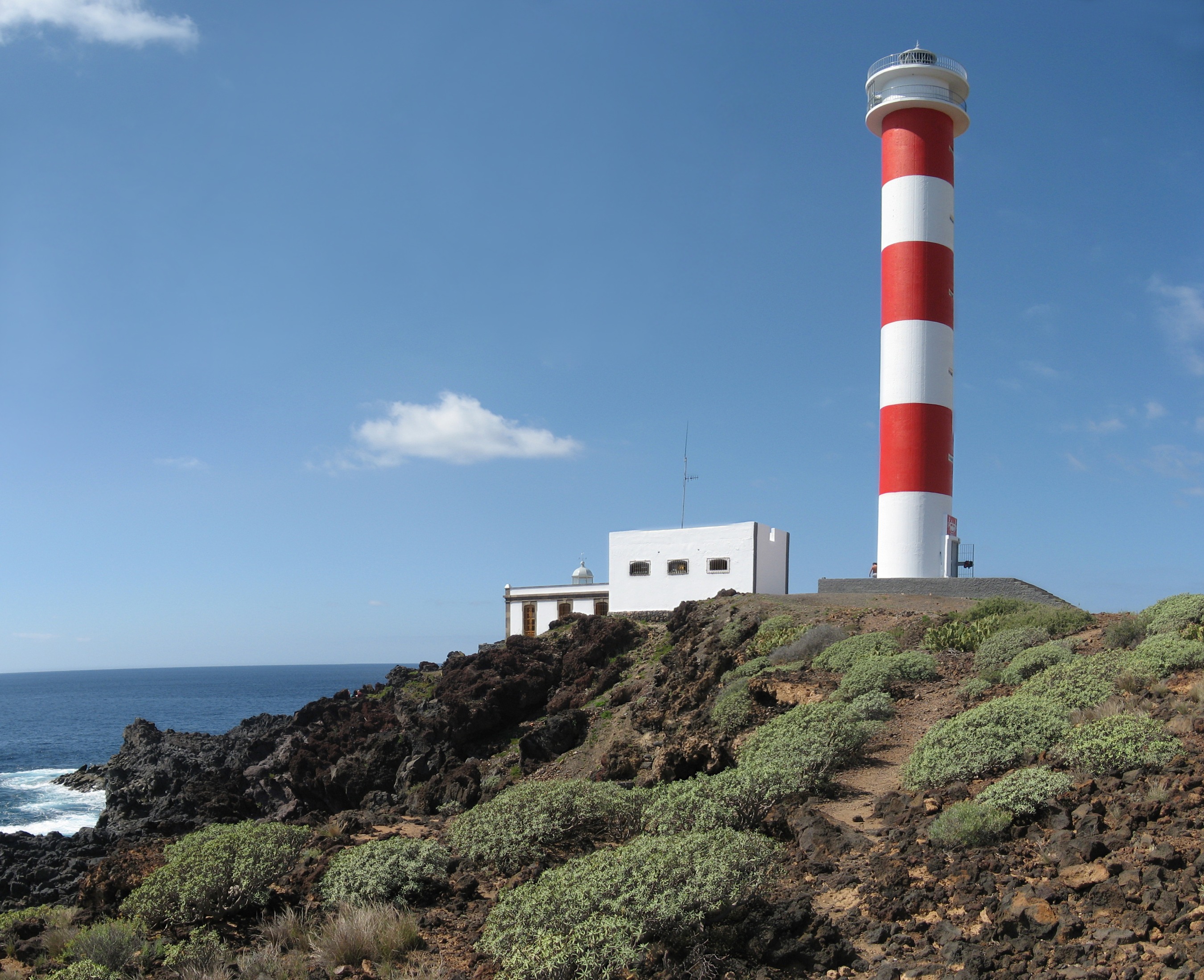
灯塔
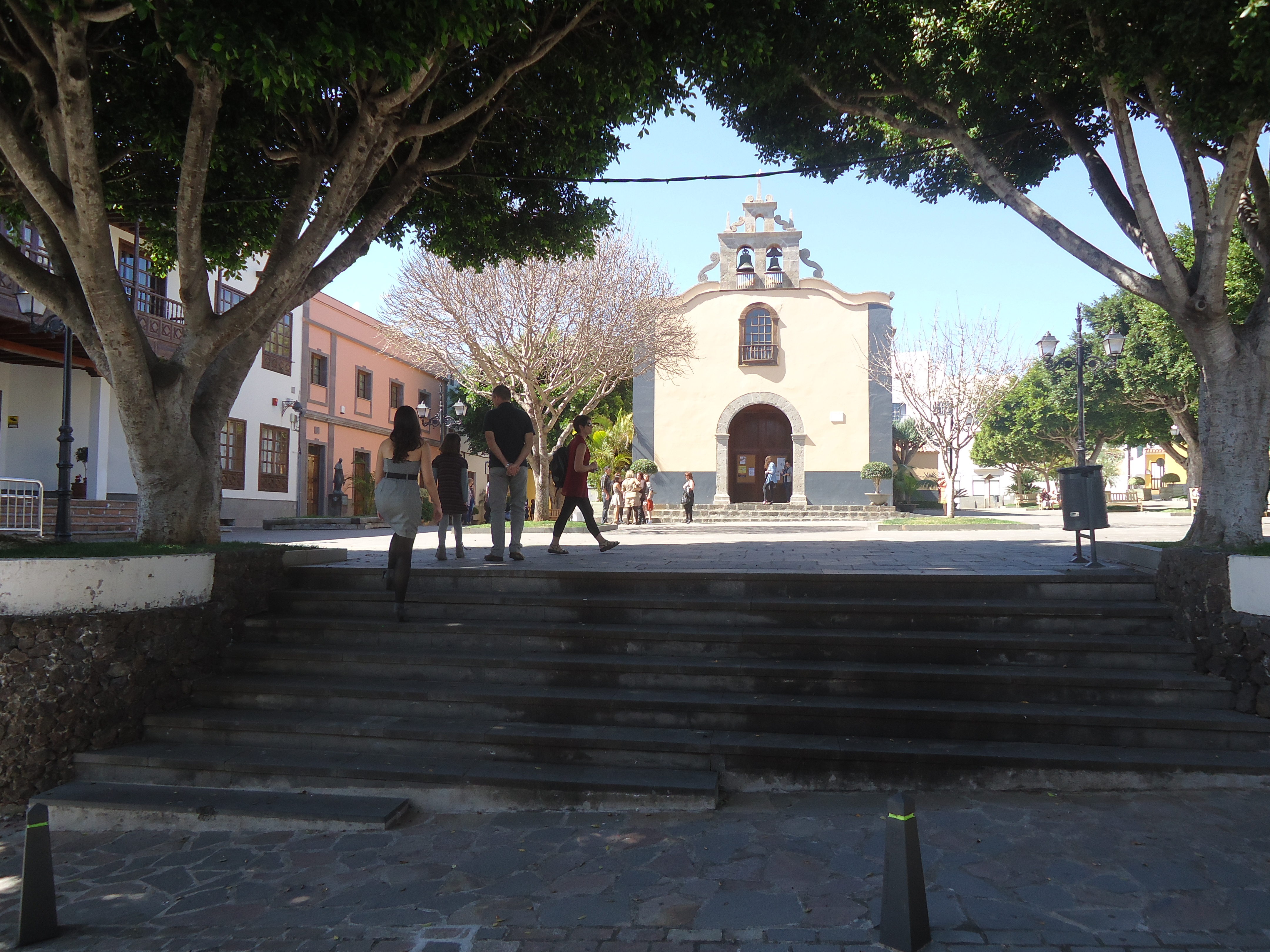
教堂